# Canoagem nos Jogos Olímpicos de Verão de 1976
A canoagem nos Jogos Olímpicos de Verão de 1976 foi realizada em Montreal, no Canadá, com onze eventos disputados. Todas as provas eram de velocidade, sendo que a canoagem slalom que havia sido introduzida nos Jogos anteriores foi retirada do programa de 1976.

## Eventos da canoagem
Masculino:

Velocidade:
 C-1 500 metros | C-1 1000 metros | C-2 500 metros | C-2 1000 metros | K-1 500 metros | K-1 1000 metros | K-2 500 metros | K-2 1000 metros | K-4 1000 metros
Feminino:

Velocidade:
 K-1 500 metros | K-2 500 metros

## Masculino

### C-1 500 metros masculino
| Pos. | País                  | Atletas         | Tempo   |
| ---- | --------------------- | --------------- | ------- |
|      | União Soviética (URS) | Aleksandr Rogov | 1:59.23 |
|      | Canadá (CAN)          | John Wood       | 1:59.58 |
|      | Iugoslávia (YUG)      | Matija Ljubek   | 1:59.60 |

### C-1 1000 metros masculino
| Pos. | País                  | Atletas         | Tempo   |
| ---- | --------------------- | --------------- | ------- |
|      | Iugoslávia (YUG)      | Matija Ljubek   | 4:09.51 |
|      | União Soviética (URS) | Vasyl Yurchenko | 4:12.57 |
|      | Hungria (HUN)         | Tamás Wichmann  | 4:14.11 |

### C-2 500 metros masculino
| Pos. | País                  | Atletas                              | Tempo   |
| ---- | --------------------- | ------------------------------------ | ------- |
|      | União Soviética (URS) | Serhei Petrenko Aleksandr Vinogradov | 1:45.81 |
|      | Polônia (POL)         | Andrzej Gronowicz Jerzy Opara        | 1:47.77 |
|      | Hungria (HUN)         | Tamás Buday Oszkár Frey              | 1:48.35 |

### C-2 1000 metros masculino
| Pos. | País                  | Atletas                              | Tempo   |
| ---- | --------------------- | ------------------------------------ | ------- |
|      | União Soviética (URS) | Serhei Petrenko Aleksandr Vinogradov | 3:52.76 |
|      | Romênia (ROM)         | Gheorghe Danielov Gheorghe Simionov  | 3:54.28 |
|      | Hungria (HUN)         | Tamás Buday Oszkár Frey              | 3:55.66 |

### K-1 500 metros masculino
| Pos. | País                    | Atletas         | Tempo   |
| ---- | ----------------------- | --------------- | ------- |
|      | Romênia (ROM)           | Vasile Dîba     | 1:46.41 |
|      | Hungria (HUN)           | Zoltán Sztanity | 1:46.95 |
|      | Alemanha Oriental (GDR) | Rüdiger Helm    | 1:48.30 |

### K-1 1000 metros masculino
| Pos. | País                    | Atletas      | Tempo   |
| ---- | ----------------------- | ------------ | ------- |
|      | Alemanha Oriental (GDR) | Rüdiger Helm | 3:48.20 |
|      | Hungria (HUN)           | Géza Csapó   | 3:48.84 |
|      | Romênia (ROM)           | Vasile Dîba  | 3:49.65 |

### K-2 500 metros masculino
| Pos. | País                    | Atletas                            | Tempo   |
| ---- | ----------------------- | ---------------------------------- | ------- |
|      | Alemanha Oriental (GDR) | Joachim Mattern Bernd Olbricht     | 1:35.87 |
|      | União Soviética (URS)   | Serhei Nahorny Vladimir Romanovsky | 1:36.81 |
|      | Romênia (ROM)           | Larion Serghei Policarp Malîhin    | 1:37.43 |

### K-2 1000 metros masculino
| Pos. | País                    | Atletas                            | Tempo   |
| ---- | ----------------------- | ---------------------------------- | ------- |
|      | União Soviética (URS)   | Serhei Nahorny Vladimir Romanovsky | 3:29.01 |
|      | Alemanha Oriental (GDR) | Joachim Mattern Bernd Olbricht     | 3:29.33 |
|      | Hungria (HUN)           | Zoltán Bakó István Szabó           | 3:30.36 |

### K-4 1000 metros masculino
| Pos. | País                    | Atletas | Tempo   |
| ---- | ----------------------- | --- | ------- |
|      | União Soviética (URS)   | Serhei Chukhray Aleksandr Degtyarev Yuri Filatov Volodymyr Morozov                                             | 3:08.69 |
|      | Espanha (ESP)           | José María Esteban Celorrio José Ramón López Diaz-Flor Herminio Menéndez Rodriguez Luis Gregoria Ramos Misioné | 3:08.95 |
|      | Alemanha Oriental (GDR) | Peter Bischof Bernd Duvigneau Rüdiger Helm Jürgen Lehnert                                                      | 3:10.76 |

## Feminino

### K-1 500 metros feminino
| Pos. | País                    | Atletas            | Tempo   |
| ---- | ----------------------- | ------------------ | ------- |
|      | Alemanha Oriental (GDR) | Carola Zirow       | 2:01.05 |
|      | União Soviética (URS)   | Tatiana Korshunova | 2:03.07 |
|      | Hungria (HUN)           | Klára Rajnai       | 2:05.01 |

### K-2 500 metros feminino
| Pos. | País                    | Atletas                     | Tempo   |
| ---- | ----------------------- | --------------------------- | ------- |
|      | União Soviética (URS)   | Nina Gopova Galina Kreft    | 1:51.15 |
|      | Hungria (HUN)           | Anna Pfeffer Klára Rajnai   | 1:51.69 |
|      | Alemanha Oriental (GDR) | Bärbel Köster Carola Zirzow | 1:51.81 |

## Quadro de medalhas da canoagem
| Ordem | País                  | Medalha de ouro | Medalha de prata | Medalha de bronze | Total |
| ----- | --------------------- | --------------- | ---------------- | ----------------- | ----- |
| 1     | URS União Soviética   | 6               | 3                | 0                 | 9     |
| 2     | GDR Alemanha Oriental | 3               | 1                | 3                 | 7     |
| 3     | ROM Romênia           | 1               | 1                | 2                 | 4     |
| 4     | YUG Iugoslávia        | 1               | 0                | 1                 | 2     |
| 5     | HUN Hungria           | 0               | 3                | 5                 | 8     |
| 6     | CAN Canadá            | 0               | 1                | 0                 | 1     |
| 6     | ESP Espanha           | 0               | 1                | 0                 | 1     |
| 6     | POL Polônia           | 0               | 1                | 0                 | 1     |